# Pomino Vin Santo rosso
Il Pomino Vin Santo rosso è un vino DOC la cui produzione è consentita nella provincia di Firenze.

## Caratteristiche organolettiche
- colore: granato più o meno intenso.
- odore: etereo, intenso.
- sapore: armonico, vellutato.

## Produzione
Provincia, stagione, volume in ettolitri
- nessun dato disponibile